# Соколовка (Тюкалинский район)
Соколовка — деревня в Тюкалинском районе Омской области. Входит в состав Хуторского сельского поселения.

## История
Основана в 1881 г. В 1928 году состояла из 38 хозяйств, основное население — русские. В составе Покровского сельсовета Тюкалинского района Омского округа Сибирского края.

## Население
| 1926 | 2010 |
| ---- | ---- |
| 240  | ↘172 |